# Брерли, Дэвид
Дэвид Брерли (англ. David Brearley, 11 июня 1745 — 16 августа 1790) — американский юрист, политический деятель, революционер.
Родился и вырос в штате Нью-Джерси. Окончил колледж Нью-Джерси, который позже стал Принстонским университетом, затем работал адвокатом в Нью-Джерси. Принадлежал к числу патриотов, был арестован британцами за государственную измену, но затем освобождён группой патриотов. Участник Войны за независимость.
В 1779—1789 годах Брерли был председателем Верховного суда штата Нью-Джерси. Он присутствовал на Филадельфийском конвенте как депутат от штата Нью-Джерси и подписал Конституцию США. Председательствовал на ратификационном конвенте в Нью-Джерси. В 1789 году был назначен окружным федеральным судьёй 1789 года, но умер в следующем году в возрасте 45 лет.